# Cucina libica

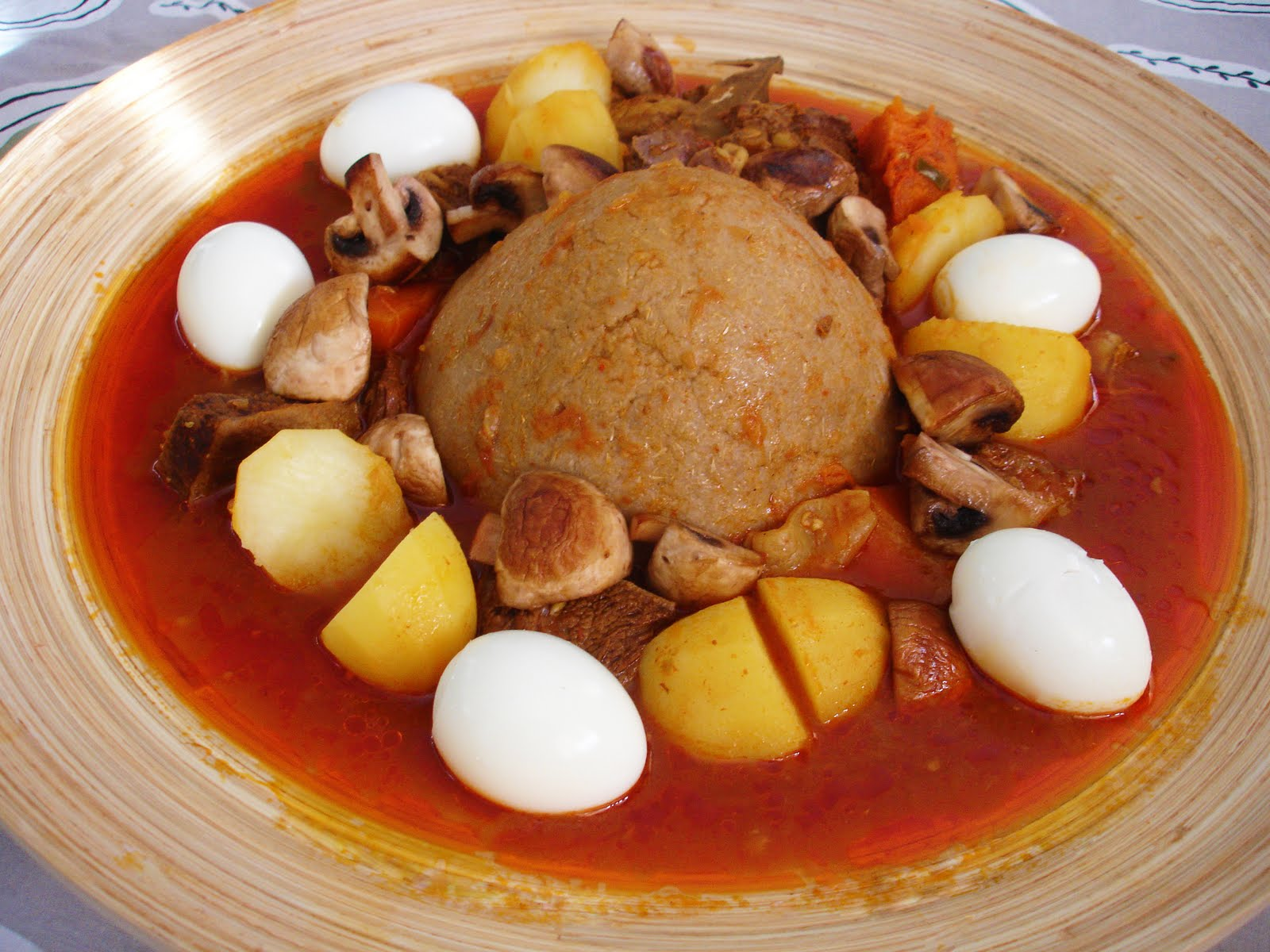
Il bazin, un tipico pane libico

La cucina libica è l'espressione culinaria della Libia. Essa risente delle influenze lasciate dai popoli che hanno dominato la regione nel corso dei secoli, come i fenici, i greci, i romani, gli spagnoli, gli ottomani e gli italiani.

## Storia
Le prime attestazioni della cucina in Libia risalgono al V millennio a. C. Dei disegni ritrovati nelle caverne del Fezzan dimostrano come a quei tempi si producesse già il formaggio.
Ai tempi della dominazione romana, il Nordafrica era considerato il granaio dell'impero. In questo periodo migliaia di coltivatori romani si recarono nella regione per coltivare le terre costiere, caratterizzate da una buona fertilità, per poi rimandare i loro prodotti nel resto dell'impero.
Con l'invasione araba si assistette all'introduzione di nuove ricette e spezie provenienti dalla Cina, mentre gli ottomani introdussero un nuovo metodo di cottura delle carni, ovvero la grigliata, e le verdure ripiene, come le melanzane, le zucchine o le foglie di vite, che spesso i libici sostituiscono con cipolle e patate. Durante l'occupazione italiana si diffuse il consumo di pasta, che presto divenne un alimento stabile nella dieta libica.

## Caratteristiche principali

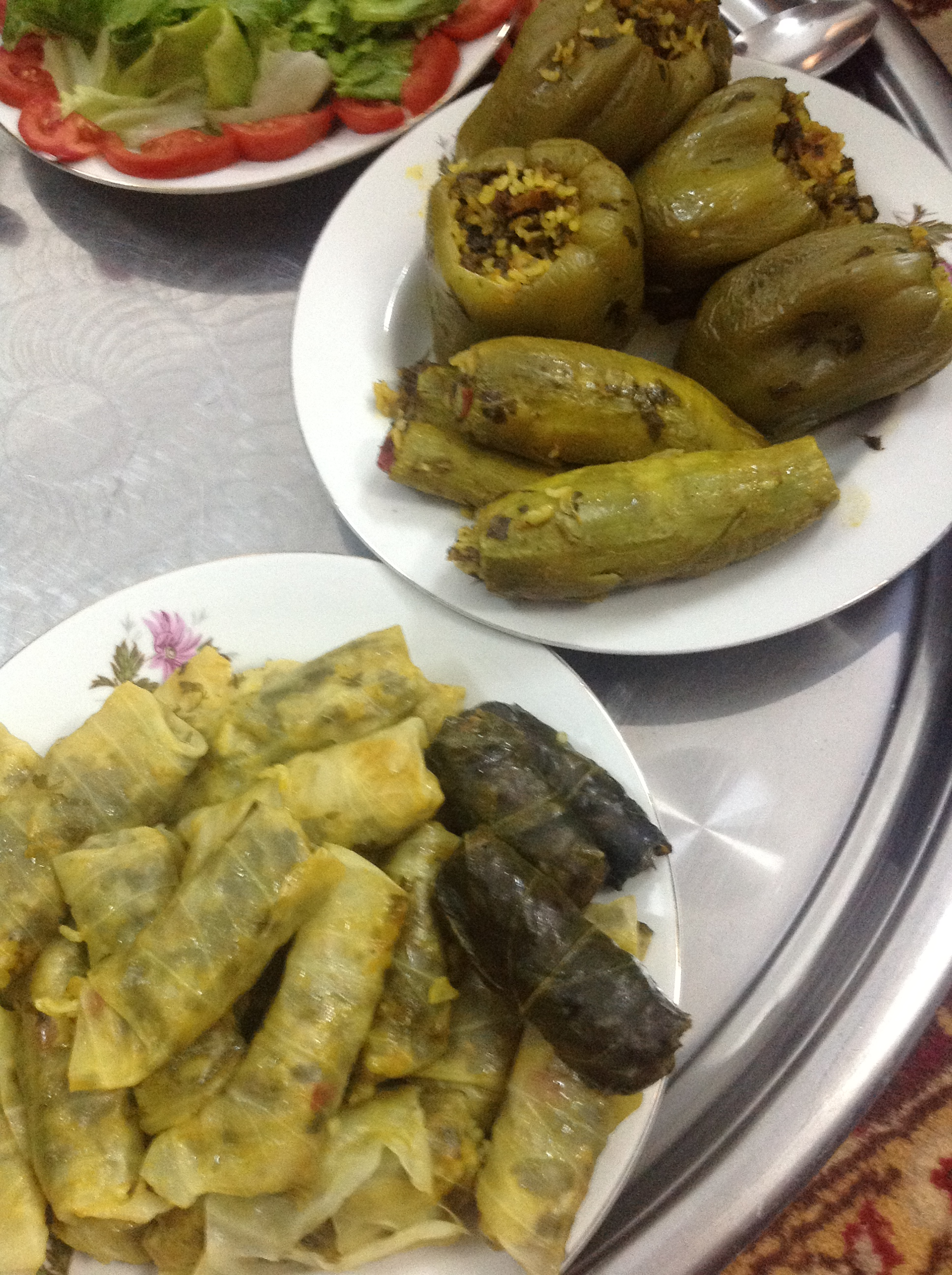
I lebrak, involtini di foglie di vite di origine turca

Le caratteristiche topografiche della Libia hanno notevolmente influenzato le abitudini culinarie dei suoi abitanti. Gran parte del paese è circondato dal deserto che non permette alcun tipo di coltivazione, la quale è relegata solo alle regioni settentrionali, localizzate sulla costa del Mediterraneo. La cucina libica comprende connotati della cucina araba, mediterranea e nordafricana. In Tripolitania è fortissima la presenza di piatti italiani e mediterranei in generale, mentre in Cirenaica i piatti si ispirano maggiormente alla cucina egiziana.
Per quanto i piatti si differenzino da regione a regione, i libici tendono generalmente a cucinare in maniera tradizionale. Ogni pietanza e ogni ingrediente possiede un significato culturale: ci sono infatti pasti che vengono serviti durante alcune occasioni o festività, oppure seguendo determinati rituali.
La religione islamica impone dei codici culinari che distinguono il cibo in halal (permesso) e haram (proibito). Non sono quindi ammessi la carne di maiale, di cane, il sangue, gli uccelli rapaci e gli alcolici. Gli animali vanno macellati secondo un rituale chiamato dhabiha, che consiste nel pregare per la preda e nell'ucciderla in modo che questa soffri il meno possibile.
Gli alimenti principali che compongono la dieta libica sono olive, grano, datteri e latte. I libici usano ingredienti freschi, come uvetta e verdure. L'olio di oliva, in particolare quello extra-vergine, è ampiamente usato, come del resto in tutti i paesi del Mediterraneo. Nonostante la vicinanza al mare, in Libia non viene consumato molto pesce, in quanto vi sono pochissimi porti naturali protetti, non consentendo una pesca adeguata. Tuttavia, nuove tecniche di pesca e la costruzione di nuovi porti hanno favorito l'incremento del consumo di pesce anche fuori da Tripoli.

## Piatti principali

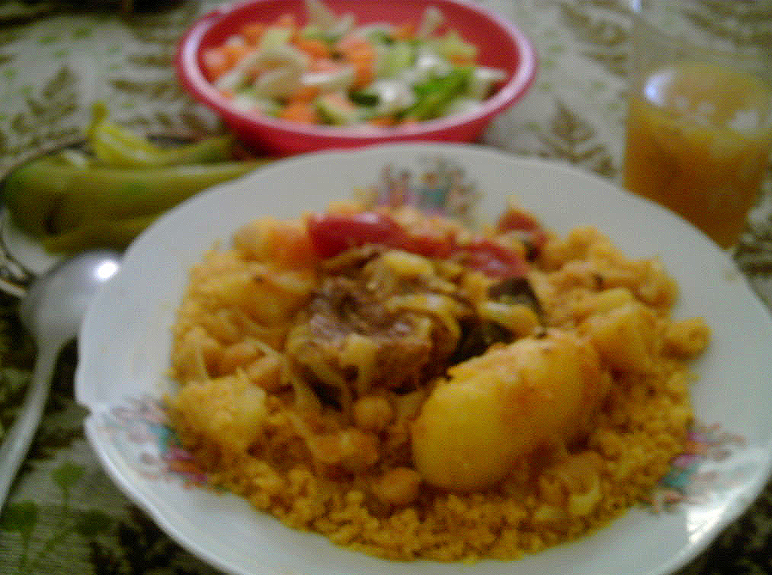
Cuscus

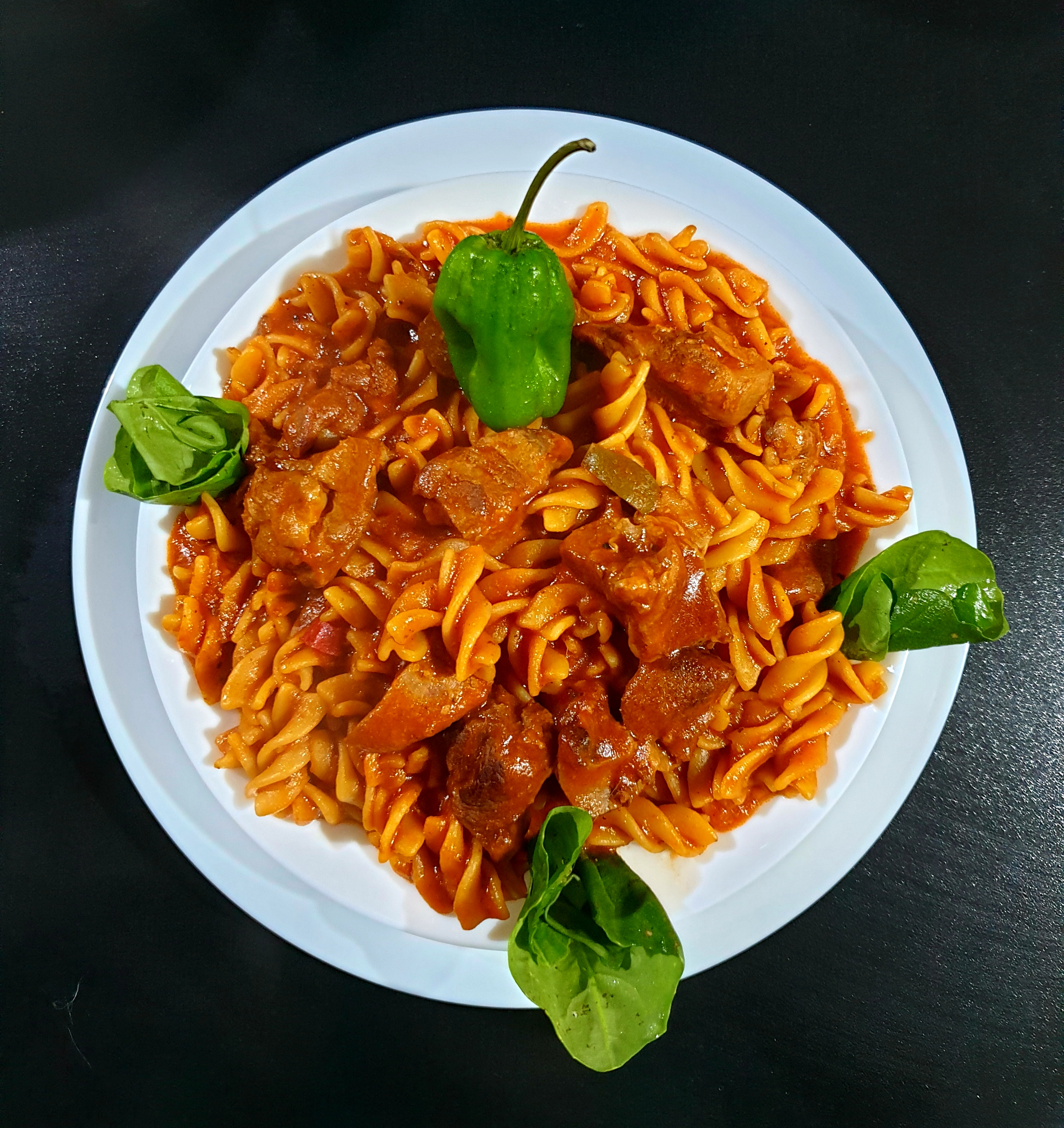
Pasta al pomodoro cucinata in Libia

In Libia sono ampiamente disponibili riso, pasta, fagioli e diversi tipi di pane. Tra i piatti più comuni si citano il couscous, che può essere sia di grano che di orzo e che viene accompagnato da verdure o carne, i mb'atten, delle patate ripiene di carne e erbe aromatiche, la shorba, una zuppa a base di cipolle, ghi, carne e spezie, e i lebrak, degli involtini di foglie di vite ripieni di riso, carne e aromi. Tra gli altri piatti noti nel paese si citano la shakshuka, una sorta di omelette a base di salsa di pomodoro e agnello tritato, il babaghanough, una pasta a base di semi di sesamo e melanzane, e la molokhia, che consiste in verdure stufate col riso.
Il bureek è un impasto che può essere riempito con diversi ingredienti, come carne, spinaci, uova o patate. Tra gli altri piatti nordafricani si citano la tajine, a base di agnello speziato con paprika e pomodori, la rishda, una zuppa con noodle, ceci e cipolle, l'osbane, fatto con lo stomaco della pecora ripieno di riso, erbe aromatiche e frattaglie, l'harissa, un pesto piccante di origine tunisina, e i falafel di origine egiziana.
Un tipo di pane molto diffuso è l'utshu (bazin o a'eish), di origine neolitica, composto da un impasto semisferico e accompagnato da una salsa a base di verdure, cipolle, aglio, peperoncino in polvere, curcuma, salsa di pomodoro, sale e carne tritata. La z'ummeeta (o zumita) è invece un piatto molto semplice e rapido da preparare (viene infatti servito a colazione) a base di farina e acqua e accompagnato da una salsa piccante. Tra i tipi di pane non lievitato si citano la bsisa, un pane fatto con semi conditi con olio e servito a colazione, e il fitaat, un pancake tipico della regione di Gadames a base di grano saraceno, lenticchie e montone cotto in una salsa. Un dolce a base di pane al forno è il matruda, che vede tra gli altri ingredienti, latte, burro, datteri e miele.
Per via della colonizzazione italiana, la pasta al pomodoro è diffusissima tra i libici. Tuttavia, a differenza degli italiani che cuociono pasta e sugo separatamente, in Libia si è soliti cuocere tutti gli ingredienti assieme.
La religione islamica proibisce il consumo di alcol, tuttavia nel paese viene venduta illegalmente una birra locale, pur se di qualità dubbia. Acqua minerale, succhi di frutta e caffè americano sono diffusissimi nel paese. Il tè viene servito denso in piccoli bicchieri. L'acqua viene bollita in una teiera, alla quale vengono aggiunte delle foglie di tè, e il tutto viene fatto bollire a lungo. Infine si toglie la teiera dal fuoco, si aggiunge dello zucchero a cubetti e si lascia bollire il tè per qualche altro minuto.
I dolci libici sono particolarmente rinomati. Le pasticcerie vendono prodotti di influenza italiana e ottomana. Gli ingredienti maggiormente usati sono datteri, semolino, pistacchi e tè alla menta.

## Abitudini culinarie

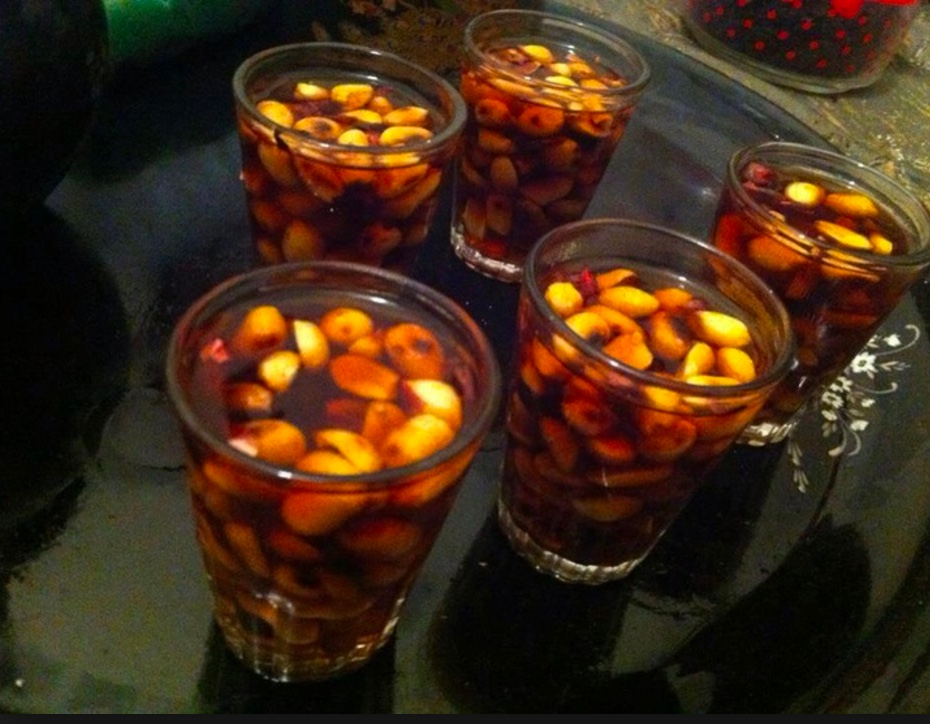
Tè con arachidi

La maggior parte dei libici, in particolare coloro che vivono nelle aree rurali, mangiano raramente fuori, tranne che per alcune ricorrenze speciali o in caso di un viaggio in città. I maggiori centri urbani del paese offrono fast food e ristoranti di ogni genere, frequentati soprattutto da lavoratori migranti, turisti, giovani e intellettuali della classe medio-alta.
Per le famiglie, i pasti sono un momento aggregante e di socialità. Tradizionalmente le donne mangiano dopo gli uomini separatamente e spetta a loro servire i pasti. Il pranzo è considerato il più importante pasto della giornata. Una classica portata per gli ospiti consiste in un piatto di riso, fagioli e carne di montone posto al centro della tavola, a cui ogni commensale attinge con del pane basso. Secondo i costumi tradizionali, i libici si siedono a terra con le gambe accavallate attorno ad un tavolo basso sul quale viene servito un vassoio con le pietanze. Il cibo posto al centro del vassoio non viene toccato in quanto simbolo di ringraziamento a Dio.
Tra i tuareg è diffusa la cottura del pane nei forni di sabbia, ovvero cuocendo l'impasto sotto la sabbia bollente. Le altissime temperature del deserto consentono la cottura dei cibi alle stesse condizioni di un forno convenzionale. Con il medesimo procedimento viene cotto il burdiim, un piatto a base di carne di montone o cammello condito con cipolle e sale. Al di fuori del deserto, i libici si servono di forni elettrici.
La cerimonia del tè è un'importante rituale tra i costumi libici. Esso viene consumato dopo pranzo, in quanto aiuta a catalizzare la digestione. Una volta pronto, il tè viene riversato tra due tazze per 20-30 minuti, generando una schiuma chiamata reghwet (o reghwa). La tazza dalla quale si versa viene posta il più in alto possibile allungando quanto di più il braccio, e ad ogni cambio di tazza l'altezza si abbassa sempre più fino a quando non si è prodotta abbastanza schiuma. La bevanda viene servita in tre giri: all'ultimo di questi, vengono serviti arachidi o mandorle arrostite. Dopo aver bevuto l'ultima tazza, tra i commensali viene passato un recipiente chiamato guerba con del latte o acqua di fonte. È consuetudine trattenere il respiro mentre si beve dalla guerba, per poi rifiatare una volta allontanato il recipiente dalle labbra.